# DOMANI・明日展
DOMANI・明日展（ドマーニ・あすてん）は、文化庁の主催により、1998年から毎年日本国内で行われている展覧会。

## 概要
文化庁は、将来の我が国芸術界を支える芸術家を支援するため、若手芸術家を海外に派遣し、その専門とする分野について研修の機会を提供する、「在外研修（現 新進芸術家海外研修制度）」という制度を昭和42年から実施している。本展はその成果発表の場として開催されている。
【在外研修（新進芸術家海外研修制度）とは】
文化庁が、若手芸術家を海外に派遣し、その専門とする分野について研修する機会を提供するもので 1967年（昭和42年）から実施。美術、音楽、舞踊、演劇、舞台美術等及び映画、メディア芸術を対象に 1年、2年、3年、特別派遣（80日）の各種がある。研修員は、大学などの教育機関や工房における研修、一流アーティストによる個人指導等さまざまな形態で高度で実践的な研修を行っている。

## 芸術家在外研修・新進芸術家海外留学制度の歩み
- 昭和42(1967)年　派遣制度の開始、当初は1年派遣のみ
- 昭和49(1974)年　2年派遣開始される
- 昭和54(1979)年　特別派遣開始、ただし当初美術の派遣はなし
- 昭和62(1987)年　｢文化庁芸術家在外研修員の会」の発足
- 平成  4(1992)年　3年派遣の開始、ただし美術の派遣は翌年から
- 平成  5(1993)年　｢JAG展｣開催(池田20世紀美術館、12/1〜'94/2/28)
- 平成10(1998)年　｢DOMANI・明日｣展開催(洋画部門、安田火災東郷青児美術館)
- 平成11(1999)年　｢DOMANI・明日｣展開催(日本画部門、安田火災東郷青児美術館、秋田市立千秋美術館)
- 平成12(2000)年　｢DOMANI・明日｣展開催(版画・写真部門、安田火災東郷青児美術館)
- 平成13(2001)年　｢DOMANI・明日｣展開催(彫刻部門、安田火災東郷青児美術館)
- 平成14(2002)年　｢DOMANI・明日｣展開催(在研35周年記念展として開催、洋画・日本画・版画部門、安田火災東郷青児美術館)　制度が｢新進芸術家海外留学制度｣と改称される。15歳以上18未満の部が新設される。(これまで美術部門での派遣はなし)
- 平成15(2003)年　｢DOMANI・明日｣展開催(洋画部門、損保ジャパン東郷青児美術館)
- 平成16(2004)年　｢DOMANI・明日｣展開催(日本画部門、損保ジャパン東郷青児美術館)
- 平成17(2005)年　｢DOMANI・明日｣展開催(写真・版画部門、損保ジャパン東郷青児美術館)
- 平成18(2006)年　｢DOMANI・明日｣展開催(彫刻・現代美術部門、損保ジャパン東郷青児美術館)　在外研修員の会美術部門が｢出会いの翼｣展開催(日本橋三越本店)
- 平成19(2007)年　｢DOMANI・明日｣展開催(派遣国別、安田火災東郷青児美術館)　在外研修制度40周年記念として｢旅｣展開催(国立新美術館)
- 平成20(2008)年　｢DOMANI・明日2008｣展開催(国立新美術館)
- 平成21(2009)年　｢DOMANI・明日2009｣展開催(国立新美術館)
- 平成22(2010)年　｢DOMANI・明日2010｣展開催(国立新美術館)
- 平成24(2012)年　｢DOMANI・明日｣展開催(国立新美術館)
- 平成25(2013)年　｢DOMANI・明日2013｣展開催(国立新美術館)
- 平成25(2013)年　｢16th DOMANI・明日｣展開催(国立新美術館)

## 開催履歴

### 第16回 「16th DOMANI・明日展」
2013/12/14 - 2014/1/26　国立新美術館
- 榊原　澄人　　2003年　イギリス　メディア芸術
- 徳丸　鏡子　　2003年　アメリカ　陶芸
- 川上　りえ　　2006年　アメリカ　彫刻
- 吉本　直子　　2006年　イギリス　現代美術
- 大栗　恵　　　2007年　フランス　写真
- 大野　由美子　2007年　チェコ共和国　インスタレーション
- 小笠原　美環　2011年　ドイツ　絵画
- 土橋　素子　　2011年　アメリカ　壁画、インスタレーション

[建築作家]	 	 	 
- 栗生　明　　　1983年　イタリア　美術・建築
- 小川　晋一　　1984年　アメリカ	建築
- 古谷　誠章　　1986年　スイス　建築
- 竹内　裕二　　1989年　イタリア	美術・建築
- 西森　陸雄　　1992年　イタリア	建築
- 山岡　嘉彌　　1992年　イタリア	建築
- 古暮　和歌子　1994年　フランス	建築
- 堀川　秀夫　　1994年　イタリア	建築
- 岡田　哲史　　1995年　アメリカ	建築デザイン
- 戸室　太一　　1995年　ポルトガル　建築
- 林　寛治　　　1995年　イタリア	建築
- 松島　史朗　　1995/200年　アメリカ　建築
- 今永　和利　　1996年　イギリス	建築
- 大松　俊紀　　1998年　オランダ	建築
- 吉村　靖孝　　1999年　オランダ	建築
- 宮元　三恵　　2000年　イギリス	建築
- 白井　宏昌　　2001年　オランダ	建築
- 原田　真宏　　2001年　スペイン	建築
- 秋吉　正雄　　2002年　アメリカ	建築
- 柄沢　祐輔　　2002年　オランダ	建築
- 土井　一秀　　2002年　イギリス	建築
- 長田　直之　　2002年　イタリア	建築
- 藤井　由理　　2002年　ドイツ	建築
- 松田　達　　　2002年　フランス	建築
- 丸子　淳　　　2002年　イタリア	建築
- 山口　尚之　　2002年　アメリカ	建築
- 山添　奈織　　2002年　フランス	建築
- 大津　若果　　2003年　メキシコ	建築
- 霜田　亮祐　　2003年　アメリカ	ランドスケープ・アーキテクチャア
- 山田　良　　　2003年　ノルウェー　空間デザイン・環境芸術
- 郡　裕美　　　2004年　アメリカ	建築
- 迫　慶一郎　　2004年　アメリカ	建築
- 田中　宏明　　2004年　スイス	建築
- 伊藤　廉　　　2005年　ポルトガル　建築
- 瀬下　淳子　　2006年　ポルトガル　建築
- 田辺　雄之　　2006年　イギリス	建築
- 平瀬　有人　　2006年　スイス	建築
- 小塙　芳秀　　2007年　スペイン	建築
- 鈴木　葉菜子　2008年　スイス	ランドスケープ設計
- 大野　暁彦　　2009年　オランダ	ランドスケープ
- 松川　昌平　　2009年　アメリカ	建築
- 石井　大五　　2010年　ノルウェー　建築
- 細海　拓也　　2010年　スペイン	建築

### 第15回 「DOMANI・明日展2003」
2013/1/12 - 2013/2/3　国立新美術館
- 曽根　裕　　　2000年　アメリカ　彫刻
- 米正　万也　　2002年　エストニア　アニメーション・実験映像
- 塩田　千春　　2004年　ドイツ　現代美術
- 神　彌佐子　　2006年　フランス　日本画
- 橋爪　彩　　　2006年　ドイツ　油彩
- 行武　治美　　2006年　アメリカ　ガラス造形
- 澤田　知子　　2008年　アメリカ　写真
- 糸井　潤　　　2009年　フィンランド　写真
- 平野　薫　　　2009年　ドイツ　インスタレーション
- 青野　千穂　　2010年　オーストリア　現代陶芸・陶彫
- 池田　学　　　2010年　カナダ　ペン画
- 小尾　修　　　2010年　フランス　油彩

### 第14回 「DOMANI・明日展」
2012/1/4 - 2012/2/12　国立新美術館
- 山口　牧子　2007年　イギリス　洋画
- 横澤　典　　2007年　アメリカ　写真
- 塩谷　亮　　2008年　イタリア　洋画
- 綿引　展子　2008年　ドイツ　現代美術
- 阿部　守　　2009年　ドイツ　彫刻
- 児島　サコ　2009年　ドイツ　絵画
- 津田　睦美　2009年　オーストラリア・ニューカレドニア　写真
- 元田　久治　2009年　オーストラリア・アメリカ　版画

[特別展示]	 	 	 
- 奥谷　博　　1967年　フランス　洋画
- 渡辺　恂三　1969年　フランス　洋画
- 一色　邦彦　1970年　ドイツ　彫刻
- 馬越　陽子　1972年　オーストリア･フランス・イギリス・アメリカ	洋画
- 白野　文敏　1973年　フランス・ベルギー・オランダ・イタリア　洋画
- 豊島　弘尚　1974年　アメリカ・フランス　洋画
- 中井　貞次　1974年　イギリス・イタリア・スペイン・フランス　工芸・染織
- 最上　壽之　1974年　フランス　彫刻
- 小嶋　悠司　1975年　イタリア　日本画
- 服部　峻昇　1975年　スウェーデン　工芸・漆芸
- 原　健　　　1975年　イギリス・アメリカ　版画
- 今井　信吾　1976年　フランス　洋画
- 舩坂　芳助　1976年　イギリス・アメリカ　版画
- 峯田　義郎　1976年　メキシコ・イタリア・フランス　彫刻
- 絹谷　幸二　1977年　イタリア　洋画
- 大成　浩　　1978年　アメリカ・ドイツ　彫刻
- 高柳　裕　　1978年　フランス・イギリス　版画
- 相笠　昌義　1979年　スペイン　洋画
- 鈴木　丘　　1979年　ドイツ　工芸・金属造形
- 櫃田　伸也　1979年　フランス　洋画
- 齋藤　研　　1980年　フランス　洋画
- 池田　良二　1981年　イギリス　版画
- 上條　陽子　1981年　フランス・ドイツ　洋画
- 森野　眞弓　1982年　アメリカ　版画
- 谷中　武彦　1982年　イタリア　日本画
- 池田　宗弘M.A.	1983年	スペイン　彫刻
- 市野　英樹　1984年　イタリア　洋画
- 三澤　憲司　1984年　アメリカ　彫刻
- 川口 起美雄 1985年　イタリア　洋画
- 河内　成幸　1985年　アメリカ　版画
- 菊竹　清文　1985年　アメリカ　情報彫刻
- 田村　能里子1985年　中国　洋画
- 遠藤　彰子　1986年　インド　洋画
- 金森　宰司　1989年　フランス　洋画
- 北　久美子　1990年　スコットランド・オランダ・フランス　洋画
- 安達　博文　1991年　イタリア　洋画
- 久野　和洋　1991年　イタリア　洋画
- 八木　幾朗　1991年　フランス　日本画
- 相田　幸男　1992年　フランス　洋画
- 内田　あぐり1992年　フランス　日本画
- 瀬川　富紀男1992年　フランス　洋画
- 玉川　信一　1992年　フランス　洋画
- 柳澤　紀子　1992年　イギリス・アメリカ　版画
- 山本　直彰　1992年　チェコ　日本画
- 吉岡　正人　1992年　イタリア　洋画
- 下川　昭宣　1993年　イタリア・フランス　彫刻
- 浅野　均　　1994年　中国　日本画
- 諏訪　敦　　1994年　スペイン　洋画
- 宮　いつき　1995年　アイルランド・イギリス　日本画
- 北郷　悟　　1996年　イタリア　彫刻
- 小林　孝亘　1996年　タイ　洋画
- 丸山　直文　1996年　ドイツ　洋画
- 福島　瑞穂　1998年　フランス　洋画

### 第13回「DOMANI・明日展2010」
2010/12/11～2011/1/23　国立新美術館
- 古郷　秀一　1987年　アメリカ　彫刻
- 三好　耕三　1991年　アメリカ　写真
- 遠山　香苗　1994年　フランス　絵画
- 近藤　髙弘　2002年　イギリス　陶造形
- 流　麻二果　2002年　アメリカ　絵画
- 深井聡一郎　2002年　イギリス　彫刻
- 鈴木　涼子　2007年　ドイツ　　現代美術
- 赤崎　みま　2008年　チェコ共和国　写真
- 神戸　智行　2008年　アメリカ　日本画
- 近藤　聡乃　2008年　アメリカ　現代美術
- 町田　久美　2008年　デンマーク　絵画
- 山口　紀子　2008年　ドイツ　　ファイバーアート

### 第12回「DOMANI・明日展2009」
2009/12/12～2010/1/23　[国立新美術館]
- 久保田繁雄　1983年　アメリカ　繊維造形
- 吉仲　正直　1988年　韓国	　絵画
- 栗本　夏樹　2000年　イギリス	　漆造形
- 伊庭　靖子　2001年　アメリカ　絵画
- 安田佐智種　2003年　アメリカ　写真
- 吉田　暁子　2004年　アメリカ　現代美術
- 礒﨑真理子　2005年　イタリア　彫刻
- 呉　　亜沙　2005年　アメリカ	　洋画
- 三田村光土里2005年　フィンランド　ビデオ＆インスタレーション
- 浅見　貴子　2007年　アメリカ　絵画
- 高野　浩子　2007年	　イタリア、モンテネグロ　彫刻
- 藤原　彩人　2007年	　イギリス　彫刻

### 第11回「DOMANI・明日展2008」
2008/12/13～2009/1/26　国立新美術館
- 中井　貞次　1974年　イギリス、イタリア、スペイン、フランス　染織
- 田中信太郎　1976年　アメリカ、フランス　彫刻
- 原　　直久　1976年　西ドイツ、フランス　写真
- 石井勢津子　1981年　アメリカ、フランス　ホログラフィー
- 舟越　　桂　1986年　イギリス　彫刻
- 山本　富章　1987年　アメリカ　絵画
- ヒグマ春夫　1990年　アメリカ　映像
- 馬場　磨貴　2002年　フランス　写真
- 小林　　浩　2002年　アメリカ、インド、カナダ　絵画
- 開発　好明　2005年　アメリカ、ドイツ　現代美術
- 駒形　克哉　2005年　イタリア　絵画
- 伴戸玲伊子　2005年　アメリカ　日本画
- 山本　　晶　2005年　アメリカ　絵画
- 小山利枝子　2006年　オランダ　絵画
- 菱山　裕子　2006年　イスラエル　立体

### 第10回「DOMANI・明日展2007」―派遣国別・日本画/洋画―
2007/1/11～2/18　損保ジャパン東郷青児美術館
- 浅野　　均　1994年　中華人民共和国
- 諏訪　　敦　1994年　スペイン
- 片山　雅史　1995年　イギリス
- 木村　繁之　1995年　イギリス
- 栗田　政裕　1995年　イタリア
- 斉藤　典彦　1995年　イギリス
- 宮　いつき　1995年　アイルランド、イギリス
- 小林　孝亘　1996年　タイ
- 丸山　直文　1996年　ドイツ
- 平木　美鶴　1997年　イギリス
- 今永　清玄　1999年　タイ
- 井上　　護　1999年　チェコ
- 滝　　純一　1999年　ポーランド
- 井上　秀樹　2001年　チェコ
- 石黒賢一郎　2001年　スペイン
- 木下　恵介　2001年　アイルラン
- 菅沼　　稔　2001年　スペイン
- 菅野まり子　2001年　ドイツ
- 加藤正二郎　2002年	　タイ
- 加藤　　学　2002年　中国
- 佐藤　幸代　2002年　ルーマニア
- 高橋　　洋　2002年　ポーランド
- 東島　　毅　2002年　ドイツ
- 平体　文枝　2002年	　ベルギー
- 水本　剛廣　2002年　オランダ
- 押江千衣子　2003年　ベルギー
- 小野　友三　2003年　イタリア
- 西房　浩二　2003年　チェコ
- 赤羽カオル　2003年　中国
- 吉川　　龍　2004年　イタリア

### 第9回「DOMANI・明日展2006」―彫刻・現代美術―
2006/1/20～3/1　損保ジャパン東郷青児美術館
- 前田　哲明　1997年　イギリス
- 塩野　麻理　1998年　イタリア
- 大井　秀規　1999年　ドイツ
- 中山ダイスケ2000年　アメリカ
- 楡木　令子　2000年　フィンランド
- 棚田　康司　2001年　ドイツ
- 横溝美由紀　2001年　アメリカ
- 中ザワヒデキ2002年　アメリカ
- 土岐　謙次　2002年　イギリス

### 第8回「DOMANI・明日展2005」―版画・写真―
2005/1/21～2/24　損保ジャパン東郷青児美術館
- 佐藤　杏子　1997年　チェコ
- 山本麻友香　1998年　イギリス
- 判治佐江子　1999年　イギリス
- 筆塚　稔尚　2000年　ポーランド
- 吉川　直哉　2000年　アメリカ
- 大島　成己　2001年　ドイツ
- 宮下　マキ　2001年　アメリカ
- 渋谷　和良　2002年　ドイツ
- 綿引　明浩　2002年　スペイン

### 第7回「DOMANI・明日展2004」―日本画―
2004/1/24～3/3　損保ジャパン東郷青児美術館
- 日高理恵子　1995年　ドイツ
- 土手　朋英　1995年　イタリア
- 宮　いつき　1995年　アイルランド、イギリス
- 平山　英樹　1996年　ドイツ
- 重政　啓治　1996年	　オーストリア
- 羽生　　輝　1997年　フランス
- 加藤　　晋　1998年　アラスカ、アメリカ
- 依田　万実　1998年　アメリカ
- 松倉茂比古　1999年　イタリア

### 第6回「DOMANI・明日展2003」―洋画―
2003/1/25～3/2　損保ジャパン東郷青児美術館
- 今井　充俊　1995年　イタリア
- 小林　孝亘　1996年　タイ
- 丸山　直文　1996年　ドイツ
- 新井　知生　1997年　アメリカ
- 小澤　基弘　1998年　フランス
- 宮森　敬子　1998年　アメリカ
- 山本明比古　1998年　インド
- 福士　朋子　1998年　アメリカ
- 西　　大記　1999年　ベルギー
- 蛭田　　均　1999年　フランス
- 本田　　健　1999年　アメリカ

### 第5回「DOMANI・明日展2002」―35周年―
2002/1/23～2/24　安田火災東郷青児美術館(現　損保ジャパン東郷青児美術館)
- 奥谷　　博　1967年　フランス他ヨーロッパ
- 渡辺　恂三　1969年　フランスを中心に西ヨーロッパ
- 小島　信明　1970年　アメリカ、ヨーロッパ
- 馬越　陽子　1972年　ウィーン、パリ、ロンドン他
- 白野　文敏　1973年　フランス、オランダ、ベルギー
- 豊島　弘尚　1974年　アメリカ、フランス
- 小嶋　悠司　1975年　イタリア
- 櫻井　晨正　1975年　イタリア
- 原　　　健　1975年　イギリス、アメリカ
- 松本　　旻　1975年　アメリカ、ポーランド、イギリス
- 今井　信吾　1976年　フランス、イタリア
- 戸田　康一　1976年　イタリア、フランス
- 舩坂　芳助　1976年　イギリス、アメリカ
- 絹谷　幸二　1977年　イタリア
- 高柳　　裕　1978年　パリ、ロンドン
- 相笠　昌義　1979年　スペイン
- 小作　青史　1979年　フランス、ドイツ
- 櫃田　伸也　1979年　パリ
- 齋藤　　研　1980年　フランス
- 池田　良二　1981年　イギリス
- 伊庭新太郎　1981年　イタリア・フィレンツェ
- 上條　陽子　1981年　フランス、ドイツ
- 谷中　武彦　1982年　イタリア
- 村山きおえ　1982年　フランス
- 森野　眞弓　1982年　アメリカ、スペイン
- 若江　漢字　1982年　西ドイツ
- 石踊　紘一　1983年　インド
- 市野　英樹　1984年　イタリア・フィレンツェ
- 河内　成幸　1985年　アメリカ
- 川口起美雄　1985年　イタリア
- 田村能里子　1986年　中国
- 遠藤　彰子　1987年　インド
- 浜西　勝則　1987年　アメリカ
- 島谷　　晃　1988年　アメリカ
- 金森　宰司　1988年　フランス
- 松永　　久　1988年　フランス
- 川﨑　麻児　1989年　イタリア・フィレンツェ
- 北　久美子　1990年　スコットランド
- 星野美智子　1990年　アメリカ、アルゼンチン
- 山田　修市　1990年　フランス
- 安達　博文　1991年　イタリア
- 久野　和洋　1991年　イタリア
- 相田　幸男　1992年　フランス
- 伊藤　育子　1992年　アメリカ
- 瀬川富紀男　1992年　フランス
- 西田　俊英　1992年　インド
- 山口　啓介　1992年　アメリカ
- 吉岡　正人　1992年　イタリア
- 伊藤　育子　1992年　アメリカ
- 玉川　信一　1992年　フランス
- 柳澤　紀子　1992年　イギリス
- 内田あぐり　1993年　フランス
- 山内　慶子　1994年　フランス
- 天野　純治　1995年　アメリカ
- 福井　洋一　1996年　イタリア
- 原田　　丕　1996年　ドイツ、スペイン
- 福島　瑞穂　1998年　フランス

### 第4回「DOMANI・明日展2001」―彫刻―
2001/1/6～1/27　安田火災東郷青児美術館(現　損保ジャパン東郷青児美術館)
- 宇野　　務　1990年　イタリア	　彫刻
- 黒川　弘毅　1991年　イタリア	　彫刻
- 高岡　典男　1992年　イタリア	　彫刻
- 下川　昭宣　1993年　イタリア、フランス　彫刻
- 梶　　　滋　1994年　ドイツ　彫刻
- 袴田京太朗　1994年　アメリア	　彫刻
- 伊藤　　誠　1996年　アイルランド　彫刻
- 北郷　　悟　1996年　イタリア　彫刻

[特別出品]
- 一色　邦彦　1970年　イタリア中心にヨーロッパ　彫刻
- 若林　　奮　1974年　スペイン・エジプト　彫刻
- 最上　壽之　1974年　パリ中心にヨーロッパ　彫刻
- 河口　龍夫　1975年	　イタリア他　彫刻
- 峯田　義郎　1976年　メキシコ、イタリア、フランス

### 第3回「DOMANI・明日展2000」―版画・写真―
2000/2/23～3/26　安田火災東郷青児美術館(現　損保ジャパン東郷青児美術館)
- 鎌谷　伸一　1990年　アメリカ	　版画
- 鹿取　武司　1991年	　アメリカ　版画
- 小枝　繁昭　1992年	　イギリス　版画
- 山口　啓介　1992年	　アメリカ　版画
- 黒木　重雄　1993年	　アメリカ　版画
- 佐藤　時啓　1993年	　イギリス　写真
- 小山　愛人　1994年	　オランダ　版画
- 天野　純治　1995年　アメリカ	　版画

[特別出品]
- 吉田　克朗　1972年	　イギリス	　版画
- 黒崎　　彰　1973年	　アメリカ	　版画
- 魚住五百誉　1974年	　フランス、西ドイツ、オーストリア　版画
- 原　　　健　1975年	　イギリス、アメリカ　版画
- 松本　　旻　1975年	　アメリカ、ポーランド、イギリス　版画
- 舩坂　芳助　1976年	　イギリス、アメリカ　版画
- 二村　裕子　1977年	　アメリカ、フランス　版画
- 高柳　　裕　1978年	　パリ、ロンドン　版画
- 富張　広司　1978年	　アメリカ	　版画
- 小作　青史　1979年	　フランス、ドイツ　版画

### 第2回「DOMANI・明日展1999」―日本画部門―
1999/2/2～2/28　安田火災東郷青児美術館(現　損保ジャパン東郷青児美術館)
- 川﨑　麻児　1989年	　イタリア・フィレンツェ	日本画
- 西田　俊英　1992年	　インド　日本画
- 山本　直彰　1992年	　チェコスロバキア　日本画
- 内田あぐり　1993年	　フランス	　日本画
- 中村　文子　1993年	　イタリア	　日本画
- 末永　敏明　1994年	　ドイツ	　日本画
- 浅野　　均　1994年	　中華人民共和国　日本画
- 斉藤　典彦　1995年	　イギリス	　日本画

[特別出品]
- 大島　哲以　1971年	　オーストリア　日本画
- 小嶋　悠司　1975年	　イタリア	　日本画
- 戸田　康一　1976年	　イタリア、フランス　日本画
- 平岩　洋彦　1978年	　イタリア、フランス	　日本画
- 松井　和弘　1980年	　イタリア	　日本画

### 第1回「DOMANI・明日展1998」―洋画部門―
1998/1/27～2/15　安田火災東郷青児美術館(現　損保ジャパン東郷青児美術館)
- 山田　修市　1990年　フランス	　洋画
- 安達　博文　1991年	　イタリア	　洋画
- 相田　幸男　1992年	　フランス	　洋画
- 瀬川富紀男　1992年	　フランス	　洋画
- 吉岡　正人　1992年	　イタリア	　洋画
- 秋岡　美帆　1993年	　フランス、アメリカ　洋画
- 仏山　輝美　1993年	　オーストリア　洋画
- 諏訪　　敦　1994年	　スペイン	　洋画

[特別出品]
- 奥谷　　博　1967年	　フランス他ヨーロッパ　洋画
- 渡辺　恂三　1969年	　フランスを中心に西ヨーロッパ　洋画
- 小島　信明　1970年	　アメリカ、ヨーロッパ　洋画
- 馬越　陽子　1972年	　ウィーン、パリ、ロンドン他	洋画
- 白野　文敏　1973年	　フランス、オランダ、ベルギー　洋画
- 豊島　弘尚　1974年	　アメリカ、フランス	　洋画
- 櫻井　晨正　1975年	　イタリア	　洋画
- 今井　信吾　1976年	　フランス、イタリア　洋画
- 絹谷　幸二　1977年	　イタリア	　洋画
- 高岸　　昇　1978年	　オーストリア　洋画